# Jack Higgins
Pour les articles homonymes, voir Higgins.
Œuvres principales
- L'aigle s'est envolé (1975)

Jack Higgins est le principal pseudonyme du romancier britannique Henry Patterson, né le 27 juillet 1929 à Newcastle upon Tyne et mort le 9 avril 2022 à Jersey. Patterson est l'auteur de plus de soixante romans. La plupart sont des thrillers (ou de genres connexes) et sont, depuis L'aigle s'est envolé (The Eagle Has Landed) de 1975, quasiment tous des best-sellers. Henry Patterson a aussi publié sous les pseudonymes Harry Patterson, Martin Fallon, Hugh Marlowe et James Graham.

## Biographie
Harry Paterson est né à Newcastle upon Tyne (Angleterre) de parents irlandais. Il déménage rapidement à Belfast (Irlande du Nord) où il grandit. Il a un an quand son père abandonne les siens et douze quand sa mère se remarie et l'emmène vivre à Leeds.
Patterson se révèle un élève médiocre et quitte l'école à quinze ans puis enchaîne divers métiers, avant de partir pour l'armée en Allemagne (alors encore occupée, puis, à partir de 1948/49, divisée en deux États). C'est là qu'il découvre son intelligence supérieure à l'occasion d'un test de QI (où il obtient 147). À son retour de l'armée, il décide de retourner étudier la sociologie à la prestigieuse London School of Economics tout en travaillant à côté comme chauffeur, garçon de ferme ou même aide dans un cirque (de 1950 à 1958). Il devient enseignant après avoir suivi les formations nécessaires à Leeds et commence à écrire des romans d'aventure.
Il obtient son premier contrat d'éditeur en 1958 et son premier roman, L'Or des marais rouges (Sad Wind from the Sea) paraît en 1959. Son œuvre, à partir de La Dernière Chasse (Cry of the Hunter, 1960), son deuxième roman, est très fortement marquée par le problème irlandais.
Ses premiers romans, mêlant aventure, espionnage et enquêtes policières, ne rencontrent pas le succès escompté. Il publie pourtant plus de trente-cinq récits entre 1959 et 1974 (parfois trois ou quatre par an), soit sous son vrai nom, soit sous divers pseudonymes : Martin Fallon, James Graham ou Hugh Marlowe, du nom du héros de Les Visages de la nuit (Passage By Night, 1964). Il reçoit tout de même un relatif succès à la fin des années 1960 et au début des années 1970, son style ayant évolué avec un réalisme plus poussé dans les décors de ses histoires, ses héros se rendant successivement au Groenland, dans les îles Anglo-Normandes et à Belfast respectivement dans les romans De haut vol (East of Desolation, 1968), A Game for Heroes (1970) et Jour cruel (1972).
Il quitte son poste de professeur en 1970, et c'est également à cette époque qu'il adopte son pseudonyme de Jack Higgins (qui était le nom d'un de ses oncles irlandais).
Le succès financier vient enfin pour l'écrivain en 1975 avec la publication de L'Aigle s'est envolé (The Eagle Has Landed) qui relate l'enlèvement de Winston Churchill par le Troisième Reich. L'originalité de l'histoire et des personnages (dont le héros, Liam Devlin, à la fois soldat irlandais, philosophe et poète) permettent de vendre plus de dix millions d'exemplaires de ce roman dans le monde entier. S'ensuivent une série de thrillers ambitieux et de bonne qualité où réapparaît Liam Devlin : Les Griffes du diable (Touch the Devil, 1982), Confessionnal (Confessional, 1985) et L'Aigle a disparu (The Eagle Has Flown, 1991). Certains de ses romans sont adaptés au cinéma ou à la télévision. Le romancier devient riche et déménage sur l'île de Jersey pour échapper aux taux d'imposition britanniques.
En 1992, Higgins réoriente son œuvre. Alors qu'il avait jusque-là fait intervenir beaucoup de héros différents, il se concentre à partir de L'Œil du typhon (Eye of the Storm, 1992), qui relate une tentative d'assassinat contre John Major, sur un seul héros, Sean Dillon, ancien combattant irlandais qui montre une forte ressemblance avec Liam Devlin, son héros des années 1970-80. Recruté par l'Intelligence Service au début de Opération Virgin (Thunder Point, 1993), Sean Dillon demeure jusqu'à aujourd'hui le héros récurrent des romans de Jack Higgins.
Traduit dans de très nombreux pays, Jack Higgins est à ce jour aussi reconnu que Tom Clancy ou John le Carré.

## Œuvre

### Romans

#### SérieLiam Devlin
- The Eagle Has Landed (1975) Publié en français sous le titre L'aigle s'est envolé, Paris, Albin Michel, 1976  (ISBN 2-226-00275-8) ; réédition, Paris, LGF coll. « Le Livre de poche » no 5030, 1977  (ISBN 2-253-01800-7)
- Touch the Devil (1982) Publié en français sous le titre Les Griffes du diable, Paris, Albin Michel, 1983  (ISBN 2-226-00275-8)
- Confessional (1985) Publié en français sous le titre Confessionnal, Paris, Albin Michel, coll. « Spécial Suspense », 1986  (ISBN 2-226-02683-5) ; réédition, Paris, LGF coll. « Le Livre de poche » no 7527, 1988  (ISBN 2-253-04621-3)
- The Eagle Has Flown (1991) Publié en français sous le titre L'aigle a disparu, Paris, Albin Michel, 1992  (ISBN 2-226-05741-2) ; réédition, Paris, LGF coll. « Le Livre de poche » no 7620, 1994  (ISBN 2-253-07620-1)

#### SérieDougal Munro et Jack Carter
- Night of the Fox (1986) Publié en français sous le titre La Nuit des loups, Paris, Albin Michel, coll. « Spécial Suspense », 1989  (ISBN 2-226-03404-8) ; réédition, Paris, LGF coll. « Le Livre de poche » no 7769, 1991  (ISBN 2-253-05682-0)
- Cold Harbour (1990) Publié en français sous le titre Opération Cornouailles, Paris, Albin Michel, 1991  (ISBN 2-226-05220-8) ; réédition, Paris, LGF coll. « Le Livre de poche » no 7603, 1993  (ISBN 2-253-06352-5)
- Flight of Eagles (1998) Publié en français sous le titre Le Vol des aigles, Paris, Albin Michel, 2001  (ISBN 2-226-12088-2) ; réédition, Paris, LGF coll. « Le Livre de poche » no 17280, 2003  (ISBN 2-253-17280-4)

#### SérieSean Dillon
- Eye of the Storm (1992), aussi titré Midnight Man Publié en français sous le titre L'Œil du typhon, Paris, Albin Michel, 1993  (ISBN 2-226-06224-6) ; réédition, Paris, LGF coll. « Le Livre de poche » no 7648, 1995  (ISBN 2-253-07648-1)
- Thunder Point (1993) Publié en français sous le titre Opération Virgin, Paris, Albin Michel, 1994  (ISBN 2-226-06979-8) ; réédition, Paris, LGF coll. « Le Livre de poche » no 7675, 1996  (ISBN 2-253-07675-9)
- On Dangerous Ground (1994) Publié en français sous le titre Terrain dangereux, Paris, Albin Michel, 1995  (ISBN 2-226-07594-1) ; réédition, Paris, LGF coll. « Le Livre de poche » no 7691, 1997  (ISBN 2-253-07691-0)
- Angel of Death (1995) Publié en français sous le titre L'Ange de la mort, Paris, Albin Michel, 1997  (ISBN 2-226-08908-X) ; réédition, Paris, LGF coll. « Le Livre de poche » no 17063, 1999  (ISBN 2-253-17063-1)
- Drink with the Devil (1996) Publié en français sous le titre Le Festin du diable, Paris, Albin Michel, 1998  (ISBN 2-226-09585-3) ; réédition, Paris, LGF coll. « Le Livre de poche » no 17141, 2000  (ISBN 2-253-17141-7)
- The President's Daughter (1997) Publié en français sous le titre Le Secret du président, Paris, Albin Michel, 1998  (ISBN 2-226-10657-X) ; réédition, Paris, LGF coll. « Le Livre de poche » no 17187, 2001  (ISBN 2-253-17187-5)
- The White House Connection (1998) Publié en français sous le titre Une taupe à la Maison Blanche, Paris, Albin Michel, 2000  (ISBN 2-226-11403-3) ; réédition, Paris, LGF coll. « Le Livre de poche » no 17242, 2002  (ISBN 2-253-17242-1)
- Day of Reckoning (2000) Publié en français sous le titre Le jour où il faudra payer, Paris, Albin Michel, 2002  (ISBN 2-226-13141-8) ; réédition, Paris, LGF coll. « Le Livre de poche » no 37009, 2004  (ISBN 2-253-09033-6)
- Edge of Danger (2001) Publié en français sous le titre Danger imminent, Paris, Albin Michel, 2003  (ISBN 2-226-13654-1) ; réédition, Paris, LGF coll. « Le Livre de poche » no 37046, 2004  (ISBN 2-253-09920-1)
- Midnight Runner (2002) Publié en français sous le titre Midnight Runner, Paris, Albin Michel, 2004  (ISBN 2-226-15090-0) ; réédition, Paris, LGF coll. « Le Livre de poche » no 37128, 2006  (ISBN 2-253-11641-6)
- Bad Company (2003) Publié en français sous le titre L'Homme du bunker, Paris, Albin Michel, 2005  (ISBN 2-226-15684-4) ; réédition, Paris, LGF coll. « Le Livre de poche » no 37194, 2007  (ISBN 978-2-253-09905-5)
- Dark Justice (2004) Publié en français sous le titre Les Justiciers, Paris, Albin Michel, 2007  (ISBN 978-2-226-17686-8) ; réédition, Paris, LGF coll. « Le Livre de poche » no 31493, 2009  (ISBN 978-2-253-12726-0)
- Without Mercy (2005) Publié en français sous le titre Pas de pitié, Paris, Albin Michel, 2006  (ISBN 2-226-16993-8) ; réédition, Paris, LGF coll. « Le Livre de poche » no 37273, 2008  (ISBN 978-2-253-12331-6)
- The Killing Ground (2007) Publié en français sous le titre Contre-attaque, Paris, Albin Michel, 2009  (ISBN 978-2-226-19068-0) ; réédition, Paris, LGF coll. « Le Livre de poche » no 32252, 2011  (ISBN 978-2-253-15858-5)
- Rough Justice (2008) Publié en français sous le titre Justice sommaire, Paris, Albin Michel, 2010  (ISBN 978-2-226-19582-1) ; réédition, Paris, LGF coll. « Le Livre de poche » no 32638, 2012  (ISBN 978-2-253-16649-8)
- A Darker Place (2008)
- Wolf at the Door (2009)
- The Judas Gate (2010)
- A Devil is Waiting (2012)
- The Death Trade (2013)
- Rain on the Dead (2014)

#### SérieRich et Jade(coécrit avec Justin Richards)
- Sure Fire (2006) Publié en français sous le titre Mission explosive, Paris, Flammarion, coll. « Tribal », 2008  (ISBN 978-2-08-120610-6)
- Death Run (2007) Publié en français sous le titre Mission évasion, Paris, Flammarion, coll. « Tribal », 2009  (ISBN 978-2-08-121760-7)
- Sharp Shot (2009)
- First Strike (2009)

#### Autres romans
- East of Desolation (1968) Publié en français sous le titre De haut vol, Paris, Presses de la Cité, coll. « Un mystère », 2e série, no 90, 1968
- In the Hour Before Midnight (1969), aussi titré The Sicilian Heritage
- Night Judgement at Sinos (1970)
- The Last Place God Made (1971)
- Tha Savage Day (1972)
- A Prayer for the Dying (1973) Publié en français sous le titre L'Irlandais, Paris, Albin Michel, 1987  (ISBN 2-226-03122-7) ; réédition, Paris, LGF coll. « Le Livre de poche » no 7544, 1989  (ISBN 2-253-05077-6)
- Storm Warning (1976) Publié en français sous le titre Avis de tempête, Paris, Albin Michel, 1977  (ISBN 2-226-00583-8)
- The Valhalla Exchange (1976)
- Solo (1980), aussi titré The Cretan Lover Publié en français sous le titre Solo, Paris, Albin Michel, 1981  (ISBN 2-226-01138-2) ; réédition, Paris, LGF coll. « Le Livre de poche » no 7464, 1982  (ISBN 2-253-03074-0)
- Luciano's Luck (1981) Publié en français sous le titre Luciano, Paris, Albin Michel, 1982  (ISBN 2-226-01458-6) ; réédition, Paris, LGF coll. « Le Livre de poche » no 7477, 1984  (ISBN 2-253-03364-2)
- Exocet (1983) Publié en français sous le titre Exocet, Paris, Albin Michel, 1984  (ISBN 2-226-02083-7) ; réédition, Paris, LGF coll. « Le Livre de poche » no 7510, 1988  (ISBN 2-253-04026-6)
- A Season in Hell (1988) Publié en français sous le titre Saison en enfer, Paris, Albin Michel, 1990  (ISBN 2-226-03991-0) ; réédition, Paris, LGF coll. « Le Livre de poche » no 7594, 1992  (ISBN 2-253-06195-6)
- Memoirs of a Dance Hall Romeo (1989)

### Romans signés Harry Patterson

#### SérieNick Miller
- The Graveyard Shift (1965) Publié en français sous le titre Le Onzième Commandement, Paris, Librairie des Champs-Élysées, coll. « Le Masque » no 964, 1967 ; réédition, Paris, Librairie des Champs-Élysées, coll. « Club des Masques » no 341, 1978  (ISBN 2-7024-0841-9) ; réédition sous la signature Jack Higgins, dans le volume Jack Higgins, 2. Les Années 1963-1966, Paris, Éditions du Masque, 1995  (ISBN 2-7024-2605-0) ; réédition sous le titre La Nuit des Fossoyeurs, Paris, LGF coll. « Le Livre de poche » no 37087, 2005  (ISBN 2-253-09073-5)
- Brought in Dead (1967)
- Hell Is Always Today (1968) Publié en français sous le titre Évasion vers l'enfer, Paris, Presses de la Cité, coll. « Un mystère » no 691, 1963 ; réédition sous le titre Tendre est la chair, Paris, Gallimard, coll. « Série noire » no 1365, 1970

#### Autres romans
- Sad Wind from the Sea (1959) Publié en français sous la signature Jack Higgins et sous le titre L'Or des marais rouges, dans le volume Jack Higgins, 1. Les Années 1959-1962, Paris, Éditions du Masque, 1994  (ISBN 2-7024-2442-2)
- Cry of the Hunter (1960) Publié en français sous le titre Les Derniers Mutins, Paris, Gallimard, coll. « Série noire » no 1372, 1970 ; réédition sous la signature Jack Higgins et sous le titre La Dernière Chasse, dans le volume Jack Higgins, 1. Les Années 1959-1962, Paris, Éditions du Masque, 1994  (ISBN 2-7024-2442-2)
- The Thousand Faces of Night (1961) Publié en français sous la signature Jack Higgins et sous le titre Les Visages de la nuit, dans le volume Jack Higgins, 1. Les Années 1959-1962, Paris, Éditions du Masque, 1994  (ISBN 2-7024-2442-2)
- Comes the Dark Stranger (1962) Publié en français sous le titre Cette fille a du cran, Paris, Librairie des Champs-Élysées, coll. « Le Masque » no 794, 1963
- Hell Is Too Crowded (1962) Publié en français sous la signature Jack Higgins et sous le titre Retour à l'enfer, dans le volume Jack Higgins, 1. Les Années 1959-1962, Paris, Éditions du Masque, 1994  (ISBN 2-7024-2442-2)
- The Dark Side of the Island (1963) Publié en français sous le titre Sans rancune, capitaine, Paris, Librairie des Champs-Élysées, coll. « Le Masque-Service secret » no 7, 1965 ; réédition, Paris, Librairie des Champs-Élysées, coll. « Club des Masques » no 156, 1972 ; réédition sous la signature Jack Higgins, dans le volume Jack Higgins, 2. Les Années 1963-1966, Paris, Éditions du Masque, 1995  (ISBN 2-7024-2605-0)
- Pay the Devil (1963) Publié en français sous la signature Jack Higgins et sous le titre Au diable son dû, dans le volume Jack Higgins, 1. Les Années 1959-1962, Paris, Éditions du Masque, 1994  (ISBN 2-7024-2442-2)
- A Phoenix in Blood (1964)
- Thunder at Noon (1964), aussi titré Dillinger
- Wrath of the Lion (1964) Publié en français sous la signature Jack Higgins et sous le titre La Colère du lion, dans le volume Jack Higgins, 2. Les Années 1963-1966, Paris, Éditions du Masque, 1995  (ISBN 2-7024-2605-0)
- The Iron Tiger (1966) Publié en français sous le titre Le Tigre de fer, Paris, Presses de la Cité, coll. « Un mystère », 2e série, no 44, 1967 ; réédition sous la signature Jack Higgins, dans le volume Jack Higgins, 2. Les Années 1963-1966, Paris, Éditions du Masque, 1995  (ISBN 2-7024-2605-0)
- Toll for the Brave (1971)
- To Catch a King (1979)

### Romans signés Martin Fallon

#### SériePaul Chavasse
- The Testament of Caspar Schultz (1962), aussi titré The Bormann Testament Publié en français sous la signature Jack Higgins et sous le titre Le Testament de Caspar Schultz, dans le volume Jack Higgins, 1. Les Années 1959-1962, Paris, Éditions du Masque, 1994  (ISBN 2-7024-2442-2)
- Year of the Tiger (1963) Publié en français sous la signature Jack Higgins et sous le titre L'Année du tigre, dans le volume Jack Higgins, 2. Les Années 1963-1966, Paris, Éditions du Masque, 1995  (ISBN 2-7024-2605-0) ; réédition, Paris, LGF coll. « Le Livre de poche » no 17021, 1997  (ISBN 2-253-17021-6)
- The Keys of Hell (1965) Publié en français sous la signature Jack Higgins et sous le titre Les Clefs de l'enfer, dans le volume Jack Higgins, 2. Les Années 1963-1966, Paris, Éditions du Masque, 1995  (ISBN 2-7024-2605-0)
- Midnight Never Comes (1966)
- The Dark Side of the Street (1967)
- A Fine Night for Dying (1969)
- Day of Judgement (1978) Publié en français sous la signature Jack Higgins et sous le titre Le Jour du jugement, Paris, Albin Michel, 1979  (ISBN 2-226-00799-7) ; réédition, Genève, Edito-Service, coll. « Les Classiques de l'espionnage », 1979,  (ISBN 2-8302-0132-9) ; réédition, Paris, LGF coll. « Le Livre de poche » no 7472, 1983  (ISBN 2-253-03205-0)

#### SérieSimon Vaughan
- The Dark Side of the Street (1967)
- Day of Judgement (1978) Publié en français sous la signature Jack Higgins et sous le titre Le Jour du jugement, Paris, Albin Michel, 1979  (ISBN 2-226-00799-7) ; réédition, Genève, Edito-Service, coll. « Les Classiques de l'espionnage », 1979,  (ISBN 2-8302-0132-9) ; réédition, Paris, LGF coll. « Le Livre de poche » no 7472, 1983  (ISBN 2-253-03205-0)

### Romans signés Hugh Marlowe
- Seven Pillars to Hell (1963), aussi titré Sheba Publié en français sous la signature Jack Higgins et sous le titre Mission Saba, Paris, Albin Michel, 1996  (ISBN 2-226-08191-7)
- Passage By Night (1964) Publié en français sous la signature Jack Higgins et sous le titre Passage de nuit, dans le volume Jack Higgins, 2. Les Années 1963-1966, Paris, Éditions du Masque, 1995  (ISBN 2-7024-2605-0)
- A Candle for the Dead (1966), aussi titré The Violent Enemy

### Romans signés James Graham
- A Game for Heroes (1970)
- The Wrath of God (1972)
- The Khufra Run (1973)
- The Run to Morning (1974), aussi titré Bloody Passage

## Filmographie

### Au cinéma
- 1968 : The Violent Enemy, film britannique réalisé par Don Sharp, avec Tom Bell et Susan Hampshire
- 1972 : La Colère de Dieu (The Wrath of God), film américain réalisé par Ralph Nelson, avec Robert Mitchum, Frank Langella et Rita Hayworth
- 1976 : L'aigle s'est envolé (The Eagle Has Landed), film britannique réalisé par John Sturges, avec Michael Caine, Donald Sutherland et Robert Duvall
- 1987 : L'Irlandais (A Prayer for the Dying), film britannique réalisé par Mike Hodges, avec Mickey Rourke dans le rôle de Martin Fallon, Bob Hoskins et Alan Bates

### À la télévision
- 1984 : To Catch a King, téléfilm américain réalisé par Clive Donner, avec Robert Wagner et Teri Garr
- 1989 : Confessional, mini-série télévisée britannique en 4 épisodes réalisée par Gordon Flemyng, avec Keith Carradine et Simon Chandler
- 1990 : Le Complot du renard (Night of the Fox), téléfilm britannico-américain réalisé par Charles Jarrott, avec George Peppard, Michael York et John Mills
- 1996 : On Dangerous Ground,  téléfilm britannico-canadien réalisé par Lawrence Gordon Clark, avec Rob Lowe dans le rôle de Sean Dillon
- 1996 : Le Protocole Windsor II : les réseaux de l'aigle (Windsor Protocol), téléfilm britannico-canadien réalisé par George Mihalka, avec Kyle MacLachlan dans le rôle de Sean Dillon
- 1997 : Midnight Man, téléfilm canado-américain réalisé par Lawrence Gordon Clark, avec Rob Lowe dans le rôle de Sean Dillon
- 1998 : Le Protocole Windsor I : le testament interdit (Thunder Point), téléfilm britannico-canadien réalisé par George Mihalka, avec Kyle MacLachlan dans le rôle de Sean Dillon

## Sources
: document utilisé comme source pour la rédaction de cet article.
- Claude Mesplède (dir.), Dictionnaire des littératures policières, vol. 1 : A - I, Nantes, Joseph K, coll. « Temps noir », 2007, 1054 p. (ISBN 978-2-910-68644-4, OCLC 315873251), p. 963-964.